# 周岐顺
周岐顺（？—2017年10月19日），男，中华人民共和国政治人物，曾任西藏自治区政协副主席、西藏自治区公安厅党委书记，副总警监。